# 承安 (日本)
承安（1171年5月27日~1175年8月16日）是日本的年號。這個時代的天皇是高倉天皇，由後白河法皇實施院政。武家首領是入道相國平清盛與其子右近衛大將平重盛。

## 改元
- 嘉應三年四月二十一日（西元1171年5月27日） 改元承安。
- 承安五年七月二十八日（西元1175年8月16日） 改元安元。

## 出處
- 《尚書注疏·洛誥》：「王今命我來，居臣位；承安汝文德之祖，文王所受命之民。」
- 《尚書注疏·洛誥》：「王令我來來，居臣位為太師也。承安汝文德之祖，文王所受命之民。」

## 紀年、西曆、干支對照表
| 承安       | 元年   | 二年   | 三年   | 四年   | 五年   |
| ---------- | ------ | ------ | ------ | ------ | ------ |
| 儒略曆日期 | 1171年 | 1172年 | 1173年 | 1174年 | 1175年 |
| 干支       | 辛卯   | 壬辰   | 癸巳   | 甲午   | 乙未   |